# Ramiro III
Ramiro III (ur. 961/962, zm. 985) – król Leónu od 966 roku, syn Sancha I i Teresy Ansúrez (córki kastylijskiego hrabiego Asnura Fernandeza).
W chwili śmierci ojca Ramiro miał zaledwie 5 lub 6 lat. Na regentkę wybrano z początku jego ciotkę, mniszkę Elwirę, a po roku 975 jego matkę. Musiały one zmagać się z najazdem Normanów na Galicję w latach 968–969 oraz ciągłą walką z Kalifatem Kordobańskim, znajdującym się pod władzą Al-Mansura. Po osiągnięciu pełnoletniości młody król stłumił bunt swojego kuzyna Bermudo II Podagryka, jednak po przegranej bitwie pod Monterosso w 982 roku musiał zgodzić się na podzielenie władzą w kraju. Po tych wydarzeniach Ramiro III sprawował jedynie rządy na terenie Leónu, ale nie zakończyło to sporu między kuzynostwem. Bermudo, wspierany przez szlachtę galicyjską, zasiadł na tronie Leónu w 985 roku, kiedy to Ramiro III zmarł, prawdopodobnie zamordowany.